# Jesse Capelli
Jesse Capelli (Vancouver, Brit Columbia, 1979. május 21. –) kanadai pornószínésznő, fotómodell.
2004 áprilisában a Penthouse magazin Penthouse Pet-té választotta. Szerepelt a Buliszerviz és a Már megint egy dilis amcsi film című mozifilmekben, illetve visszatérő szereplője a Battle Dome című amerikai televíziós sorozatnak.

## Válogatott filmográfia
| - Jockin' Jesse (2007) (V) - Jesse Loves Pain (2007) (V) - Jenna's Provocateur (2006) (V) - Bound and Gagged for Greed! (2006) (V) (as Jessie Capelli) - Altered Minds (2006) (V) - Chatte magnifique (2006) (V) - Brea's Prowl (2006) (V) - Jesse Factor (2006) (V) - FTV: First Time Video Girls – Jesse Capelli Returns (2005) (V) - Captured and Bound (2005) (V) (as Jessie Capelli) - Foot Babes 2 PPV1528 (2005) (V) | - Pussy Foot'n 12 (2005) (V) - Pussyman's Decadent Divas 26 (2005) (V) - Devon: Decadence (2005) (V) - Topsy Turvy (2005) (V) - Pandora's Box (2005) (V) - Hustler Centerfolds 4 (2005) (V) - Welcome to the Valley 6 (2005) (V) - Nothing But 10's: Part 1 (2004) (V) - Pantyhose Visions (2004) (V) - Hotel Decadence (2004) (V) - Dominated MIBs (2004) (V) - Barefoot Jamboree (2004) (V) - Bare Breasted Peril (2004) (V) |